# Iglesia de San Miguel (Rebolledo de la Inera)
La iglesia de San Miguel es un templo románico situado en la localidad de Rebolledo de la Inera (Provincia de Palencia, Castilla y León). Iglesia parroquial católica bajo la advocación de San Miguel situado a las afueras de casco urbano.

## Historia
La documentación histórica de este enclave es escasa. El Becerro de las Behetrías nos aporta su antiguo nombre: Rebolledo de la Henera y dice que: 

este logar es aldea de Aguilar e que es de don Tello e que es yermo e que non mora y sinon vn clerigo que paga al Rey moneda e que quando era poblado que dauan cada anno de martiniga al dicho don Tello XXIII maravedis e que pagauan moneda e serviçios e fonsadera mas que nunca pagaron yantar.

## Exterior
La iglesia articulada en torno a una sola nave, destaca por su cabecera rectangular de ángulos reforzados por contrafuertes prismáticos que no alcanzan la cornisa. En el eje del testero se abre una ventana de arco de medio punto apoyado sobre columnas enmarcando una estrecha saetera hoy cegada, similar a las encontradas en la Iglesia de San Roque del vecino pueblo de Renedo de la Inera o la Ermita de San Martín en Matalbaniega. A los pies del edificio se alza una torre cuadrada, levantada en mampostería con refuerzo de sillares en las esquinas, de dos cuerpos. La estructura de la torre, de cronología postmedieval (fines del siglo XVI), enmascara el cuerpo occidental del templo románico y su portada, debiendo realizarse el acceso a través de la puerta de la torre. En el muro oriental del campanario se observan rozas de un primitivo abovedamiento de la nave, confirmado por la presencia de un arranque de nervio en el ángulo noroccidental del interior de la nave.

## Interior
En el interior, la cabecera está separada de la nave por un arco de triunfo apuntado y doblado que reposa sobre columnas con capiteles decorados y fustes que apoyan directamente sobre los plintos. Recibe este espacio una bóveda de crucería cuyos nervios apoyan sobre cuatro columnas adosadas. La nave, de reducidas dimensiones y casi cuadrada, recibe cubierta de madera a doble vertiente. El muro se remata con una cornisa de caveto sostenida por sencillos canes de proa de nave.
La escasa decoración escultórica está localizada principalmente en el exterior e interior de la cabecera y en el arco toral de acceso al ábside. La ventana absidal está formada por arquivoltas de baquetones y medias cañas que apoyan sobre el cimacio de caveto y este sobre los capiteles de sencillas hojas planas con bolas en sus puntas, muy similares de nuevo, a las del ábside de Renedo de la Inera y Matalbaniega.
Los capiteles del arco triunfal y los de la cabecera que sostienen la bóveda de crucería presentan astrágalo corrido y presentan, los del lado de la epístola, cabecitas vomitando tallos y flores. Los del lado del evangelio se decoran con crochets, un esquemático árbol en el frente y piñas en los laterales. Los capiteles que recogen los nervios de la bóveda absidal se decoran con tríos de cabezas vomitando tallos, salvo el del ángulo N.E., que presenta decoración de piñas y una hoja plana que acoge una cabecita. Sencillos son también los cimacios sin ningún tipo de decoración. Una simple moldura abilletada, a modo de cimacio, decora la portada occidental, de medio punto y lisa.

## Conservación
En el año 2003 fue declarada Bien de Interés Cultural. Su inclusión en el conjunto denominado como Románico Norte ha motivado una completa restauración integral, llevada a cabo en el año 2008.